# Федюнинский, Иван Иванович
 Ива́н Ива́нович Федю́нинский  (17 (30) июля 1900, деревня Гилёва, Успенская волость, Тюменский уезд, Тобольская губерния, Российская империя — 17 октября 1977, Москва, РСФСР, СССР) — советский военачальник, генерал армии (1955). Герой Советского Союза (1939). Герой Монгольской Народной Республики (1975). Командовал Ленинградским, Западным, Волховским и Брянским фронтом во время Великой Отечественной войны.

## Биография
Родился 17 (30) июля 1900 года в деревне Гилёва Успенской волости Тюменского уезда Тобольской губернии (в настоящее время Тугулымский район Свердловской области), в семье крестьянина. В 1913 году окончил сельскую школу в деревне Гилёва и стал работать подмастерьем маляра в строительной артели земляков-односельчан вместе с отцом. С 1919 года вся дальнейшая его жизнь была связана с военной службой.

### Начало службы
В декабре 1919 года добровольцем вступил в Красную армию. Зачислен в 5-ю стрелковую дивизию и во время Гражданской войны воевал красноармейцем на Западном фронте. Был дважды ранен. После выздоровления переведён ближе к родным местам и в марте 1921 года зачислен переписчиком в мобилизационный отдел Тюменского военкомата.
29 июля 1921 года его переводят в город Омск в 33-й запасный полк. В том же 1921 году он направлен на учёбу в 24-ю пехотную Омскую имени III Коммунистического Интернационала школу командного состава РККА — Омскую пехотную школу. В 1923 году школу переводят во Владивосток и переименовывают. В 1924 году И. Федюнинский окончил Владивостокскую пехотную школу имени Коминтерна.
По окончании назначен командиром взвода в 107-й Владимирский стрелковый полк 36-й Забайкальской стрелковой дивизии . В 1929 году в должности командира 6-й роты 106-го Сахалинского стрелкового полка той же дивизии Особой Дальневосточной армии, участвовал в военном конфликте на КВЖД. За находчивость и умелое руководство, проявленную личную храбрость в этих боях, был награждён орденом Красного Знамени и личным именным оружием.
В октябре 1930 года направлен на курсы комсостава «Выстрел». После окончания их с отличием возвращается на Дальний Восток, где назначен командиром батальона, а в 1936 году помощником командира полка.

### Бои на Халхин-Голе
В 1939 году служил на границе с Монголией в должности помощника командира полка по хозяйственной части. В начале необъявленной войны на Халхин-Голе с японскими войсками по предложению Г. К. Жукова назначен командиром 24-го моторизованного полка. По воспоминаниям Жукова:

Во всех сложных случаях Иван Иванович Федюнинский умел находить правильное решение, а когда началось генеральное наступление наших войск, полк под его командованием победоносно вёл бой.
В Баин-Цаганском сражении полк под командованием Федюнинского в сопровождении танков, прорвался в тыл японских войск, нанося большой урон противнику. Нарушив тыловые коммуникации, что привело японцев к быстрому отступлению и даже бегству с захваченного ими плацдарма у горы Баин-Цаган на западном берегу реки Халхин-Гол, полк Федюнинского захватил много техники и тяжёлой артиллерии, а японцы были вынуждены очистить плацдарм.
Указом Президиума Верховного Совета СССР от 29 августа 1939 года полковнику Федюнинскому Ивану Ивановичу было присвоено звание Героя Советского Союза с вручением ордена Ленина и медали «Золотая Звезда» № 155. Постановлением Президиума Великого народного хурала Монгольской Народной Республики от 15 июля 1975 года И. И. Федюнинский был удостоен звания Героя Монгольской Народной Республики.
6 февраля 1940 года принял командование 82-й стрелковой дивизией, которая дислоцировалась в Монгольской Народной Республике в городе Баян-Тумен (с 1941 года (Чойбалсан). К 10 марта 1940 года 82-я сд переведена на штат мотострелковой дивизии численностью 12 000 человек с присвоением наименования 82-я мотострелковая дивизия. Переформировал свою дивизию и командовал 82-й мотострелковой дивизией до ноября 1940 года.

### Великая Отечественная война
С ноября 1940 года и в начале Великой Отечественной войны полковник (с 12 августа 1941 — генерал-майор) И. И. Федюнинский был командиром 15-го стрелкового корпуса, расквартированного в районе Бреста и Ковеля. Корпус, состоявший из трёх дивизий, с началом войны, в отличие от многих других соединений, успешно вёл оборонительные бои и нанёс несколько ощутимых контрударов по наступающим немецким войскам. После ранения, полученного в этих боях, по указанию командующего фронтом был доставлен на самолёте в Москву в госпиталь.
В сентябре 1941 года, в один из самых критических периодов битвы за Ленинград по предложению Г. К. Жукова назначен заместителем командующего Ленинградского фронта и одновременно командующим 42-й армии. После отъезда Жукова в октябре 1941 года временно командовал фронтом.
27 октября, назначен командующим 54-й армии, принявшей под его началом активное участие в Тихвинской оборонительной и Тихвинской наступательной операциях, в которой советская сторона добилась успеха. В 1942 году армия участвовала в Любанской операции, в которой не добилась успеха и понесла тяжёлые потери.
С апреля 1942 года на Западном фронте командует 5-й общевойсковой армией и участвует в операциях под Москвой.
В октябре 1942 года назначен заместителем командующего Волховского фронта К. А. Мерецкова. Ставка Верховного Главнокомандования возложила на Федюнинского персональную ответственность за прорыв блокады Ленинграда на правом крыле Волховского фронта. За успехи в операции «Искра» (12−30 января 1943) по прорыву Шлиссельбургско-Синявинского выступа награждён орденом Кутузова 1-й степени. В ходе операции получил тяжёлое ранение.
В мае 1943 года назначен заместителем командующего Брянского фронта. 14 июля 1943 года принял командование 11-й армией и участвовал в Брянской (1 сентября — 3 октября 1943) и Гомельско-Речицкой (10−30 ноября 1943) операциях.
В декабре 1943 года назначен командующим 2-й ударной армии под Ленинградом, наносившей удар с Ораниенбаумского плацдарма. Ложным сосредоточением войск и техники на правом фланге ему удалось ввести в заблуждение противника, в то время как основной удар концентрированными силами в середине января был нанесён на главном, Ропшинском направлении, что привело к соединению с войсками 42-й армии и разгрому петергофско-стрельнинской группировки гитлеровцев в районе Ропши. Тем самым был внесён решающий вклад в операцию по снятию блокады Ленинграда.

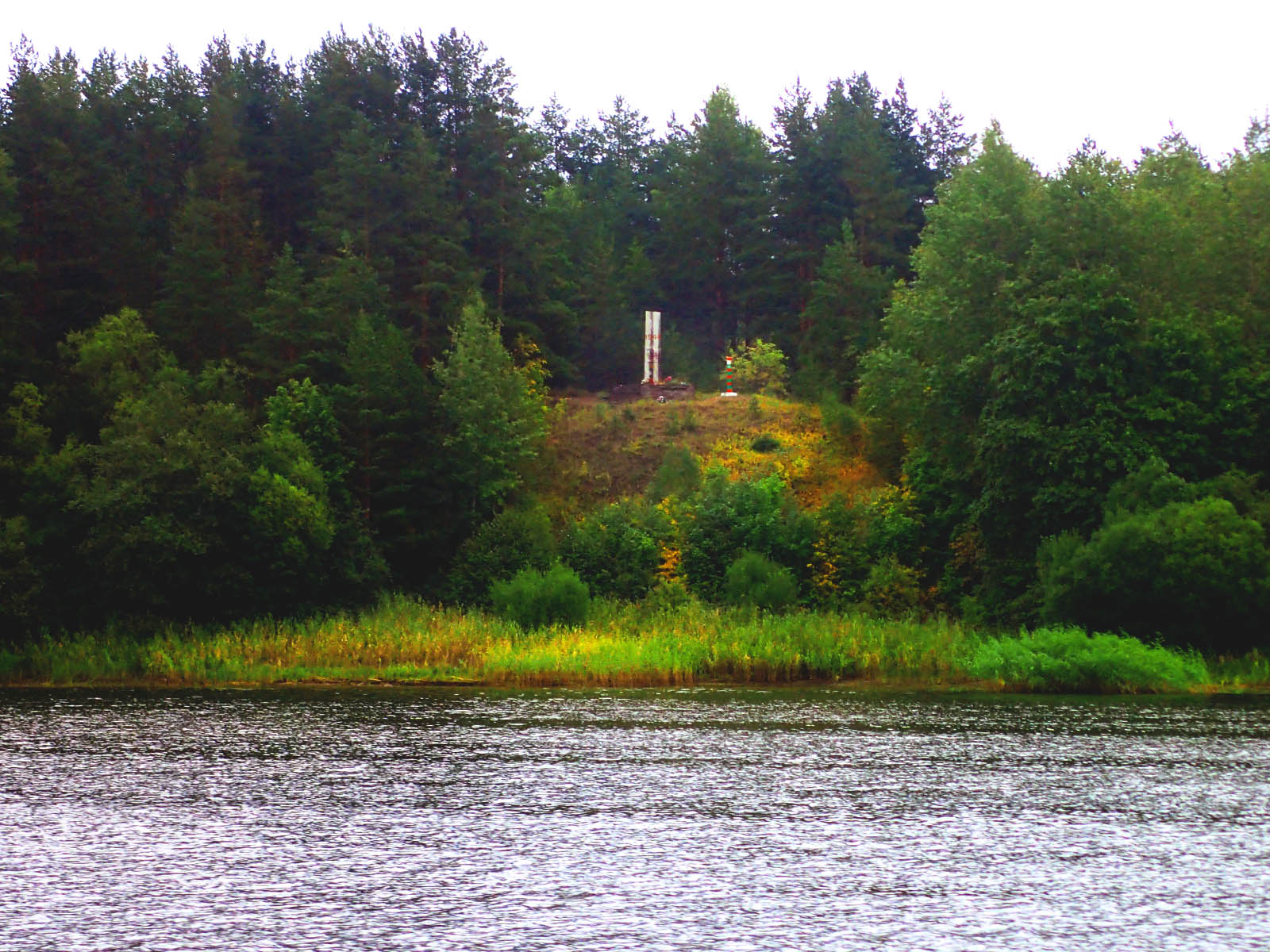
Памятник на месте командного пункта генерала Федюнинского 1944 года на левом берегу реки Нарва

Позднее, в первой половине февраля 1944 года, 2-я ударная армия вела тяжёлые бои за Нарву, в которых не удалось занять город. Нарва была освобождена 26 июля 1944 года в ходе Нарвской операции. Наступление велось с плацдарма, впоследствии получившем название «Федюнинский плацдарм». По завершении Таллинской операции армия участвовала в боях с запертой в Курляндском котле группой армий «Север» и в Восточно-Прусской операции.
В период Великой Отечественной войны войска под командованием И. И. Федюнинского участвовали в боях на Западном, Ленинградском, Волховском, Брянском и 2-м Белорусском фронтах, в обороне Ленинграда и прорыве блокады, в Тихвинских оборонительной и наступательной операциях, 1-й Ржевско-Сычёвской наступательной операции, Курской битве, Брянской, Гомельско-Речицкой, Красносельско-Ропшинской, Нарвской, Таллинской, Восточно-Прусской и Берлинской операциях. За успешные боевые действия руководимые им войска 25 раз отмечались в приказах Верховного Главнокомандующего.
24 июня 1945 года генерал-полковник И. И. Федюнинский участвовал в Параде Победы в Москве на Красной площади.

### Послевоенный период
По окончании Великой Отечественной войны остаётся в должности командующего 2-й ударной армией, вошедшей в состав Группы советских войск в Германии. В апреле 1946 — феврале 1947 годов командовал войсками Архангельского военного округа. В 1948 году окончил высшие академические курсы при Высшей военной академии имени К. Е. Ворошилова.
В апреле 1948 − ноябре 1951 годов — командующий 7-й общевойсковой армией Закавказского военного округа (штаб армии располагался в Ереване). В ноябре 1951 — апреле 1954 годов был заместителем и первым заместителем (с ноября 1953) Главнокомандующего Группой советских войск в Германии. В апреле 1954 — октябре 1957 — командующий Закавказским военным округом. В декабре 1957 — декабре 1965 — командующий Туркестанским военным округом. 8 августа 1955 года ему присвоено воинское звание генерал армии. С декабря 1965 года и до своей кончины — военный инспектор-советник Группы генеральных инспекторов Министерства обороны СССР.
Был депутатом Верховного Совета СССР 5-го и 6-го созывов, депутатом Верховных Советов Союзных Республик. Почётный гражданин города Гомеля.
Жил и умер в Москве 17 октября 1977 года. Похоронен на Новодевичьем кладбище.

## Воинские звания
- Майор (дата неизвестна)
- Полковник (июль 1939)
- Генерал-майор (12.08.1941)
- Генерал-лейтенант (13.06.1942)
- Генерал-полковник (05.10.1944)
- Генерал армии (08.08.1955)

## Награды

### Награды СССР
- Медаль «Золотая Звезда» Героя Советского Союза № 155 (29.08.1939);
- Четыре ордена Ленина (29.08.1939, 21.02.1944, 21.02.1945[8], 29.07.1960);
- Пять орденов Красного Знамени (22.02.1930, 06.02.1942, 03.11.1944[8], 15.11.1950[8], 22.02.1968);
- Два ордена Суворова I степени (18.09.1943, 10.04.1945);
- Два ордена Кутузова I степени (28.01.1943, 20.05.1943);
- Орден Красной Звезды (16.08.1936);
- Орден «За службу Родине в Вооружённых Силах СССР» III степени (30.04.1975);
- Медаль «За воинскую доблесть. В ознаменование 100-летия со дня рождения В. И. Ленина»;
- Медаль «За отличие в охране государственной границы СССР»;
- Медаль «За оборону Ленинграда»;
- Медаль «За оборону Киева»;
- Медаль «За победу над Германией в Великой Отечественной войне 1941—1945 гг.»;
- Медаль «За взятие Кёнигсберга»;
- Медаль «За взятие Берлина»;
- Медаль «За освоение целинных земель»;
- Юбилейные медали.

### Иностранные награды
МНР:
- Медаль «Золотая Звезда» Героя Монгольской Народной Республики (12.07.1975);
- Два ордена Сухэ-Батора (15.08.1969, 12.07.1975);
- Два ордена «За боевые заслуги»;
- Орден Красного Знамени (6.07.1971);
- Медаль «Дружба»
- Медаль «30 лет Халхин-Гольской Победы» (1969);
- Медаль «30 лет Победы над милитаристской Японией» (1975);
- Медаль «50 лет Монгольской Народной Армии» (1971);
- Медаль «50 лет Монгольской Народной Революции» (1971);
- Знак Участнику боёв у Халхин-Гола;

 ПНР:
- Орден Возрождения Польши;
- Золотой крест ордена «За воинскую доблесть» IV степени (19.12.1968);
- Орден «Крест Грюнвальда» II степени;
- Крест Ольшанского воеводства.

 ГДР:
- Орден Заслуг перед Отечеством в золоте.
- Боевой орден «За заслуги перед народом и Отечеством» в золоте (1961)

 Чехословакия:
- Медаль «За укрепление дружбы по оружию» I степени.

 ТНР:
- Орден Республики.

## Память
И. И. Федюнинский является Почётным гражданином: Волхова, Ломоносова, Кингисеппа, Таллина, Брянска, Карачева, Гомеля (Почётный гражданин г. Гомеля, 1973), Чойбалсана (Монголия).
На родине И. И. Федюнинского в деревне Гилёва 9 мая 1981 года открыт его дом-музей. 30 июля 2017 года в Тюмени, в сквере у пруда Южный был открыт памятник И. И. Федюнинскому. Так же в Тюмени его имя присвоено средней школе № 69.
Именем И. И. Федюнинского названы улицы в населённых пунктах:
- Брянск (улица и проезд)
- Гомель в Железнодорожном районе (1982)
- посёлок Тугулым, Свердловская область
- Ломоносов (в 1983 году в улицу Федюнинского переименовали Южное шоссе)
- Нарва (ныне переименована в улицу Раквере)
- Ивангород
- Таллин (ныне переименована в улицу Паэкааре)
- Тюмень
- Карачев
- Ропша Ломоносовского района Ленинградской области.
- Волхов, Ленинградская область

Имя занесено на городскую Доску почёта (Гомель).
25 ноября 2023 года в Гомеле в честь И. Федюнинского открыт мурал с QR-кодом на фасаде дома по улице Советской, 157.

## Воспоминания современников
Меня вызвал к аппарату Сталин. Спросил, нет ли у меня на примете хорошего командарма, который мог бы возглавить армию под Ленинградом. И подчеркнул, что я, по-видимому, понимаю, как это важно. Не задумываясь, я назвал фамилию генерала И. И. Федюнинского…..

Это безусловно талантливый военачальник, превосходный организатор, мастер вождения войск. И рекомендуя его на ответственный и важный участок фронта, я был уверен, что Иван Иванович именно тот кандидат, который требуется. И я в этом я не ошибся.
— Дважды Герой Советского Союза Маршал Советского Союза Рокоссовский К. К. Солдатский долг. — М: Политиздат, 1968. — С. 250.

## Образ в кино
- Художественная киноэпопея «Блокада» (реж. М. Ершов). В роли И. И. Федюнинского — Станислав Фесюнов.

## Сочинения
- Федюнинский И. И. Поднятые по тревоге. — М.: Воениздат, 1961.
- Федюнинский И. И. На Востоке. — М.: Воениздат, 1985.